# Adriaan en Olivier
Adriaan en Olivier zijn het schelmenduo uit een negental romans van Leonhard Huizinga. Hun kenmerkende bezigheid is het parkeren van hun Rolls-Royce tegen de trap van het stadhuis van het pittoreske stadje Rittenburg. Vijf van de negen boeken uit de "Adriaan en Olivier"-reeks beginnen dan ook met hetzelfde stuk tekst daarover.
De tweeling raakt in de meest bizarre situaties verzeild. De serie wordt meestal geschreven vanuit het perspectief van Olivier. Adriaan neemt slechts zelden de pen op.

## Globale verhaallijn
De serie begint als Adriaan en Olivier, een op dat moment straatarme tweeling, bericht krijgen dat zij van een tot op dan onbekende oom een vermogen hebben geërfd. Samen trekken ze naar de woning van de overleden oom, het buitenhuis 'Korenvliet' (ook wel: 'Torenvliet') om bezit te nemen van hun erfenis.
In de volgende twee delen ('Olivier en Adriaan' en 'Adriaan contra Olivier') blijkt de erfoom niet dood te zijn, maar springlevend en komt deze terug thuis en trouwt tot overmaat van ramp met zijn buurvrouw, de douairière Ceciel Pipsch van Remeldinghe. De erfoom, Wouter van Duysz ther Ghasth, verkrijgt met behulp van een bevriende genealoog de titel 'jonkheer', zodat hij en zijn neven zich vanaf dat moment 'jonkheer' mogen noemen. Later komt daar het predicaat 'tot Korenvliet' nog bij, zodat zij voluit de jonkheren Adriaan en Olivier van Duysz ther Ghasth tot Korenvliet heten.
Bij het verschijnen van het tweede deel, Olivier en Adriaan, wordt deel één, Adriaan en Olivier, opnieuw gezet en is dan 40 pagina's korter. Door het hele boek zijn stukjes geschrapt en hier en daar is er een flauwe grap bijgekomen. Ze vertrekken op het eind niet meer naar Indië, maar naar het volgende avontuur. Als in 1954 Adriaan contra Olivier verschijnt verandert Huizinga de tekst van het eerste boek voor het laatst.
Huizinga schrijft de latere zes delen aanmerkelijk later. Het eerste drieluik dateert van 1939, 1949 (al vermelden latere drukken 1940 als eerste publicatiedatum - dit lijkt echter onwaarschijnlijk: het boek vermeldt Lucebert als gevestigd dichter die in 1940 echter pas 16 jaar oud was) en 1954, de latere werken publiceert hij tussen 1969 en 1980, vlak voor hij op 9 juni 1980 overlijdt. Het onderscheid tussen de eerste drie en de latere zes boeken is duidelijk merkbaar. Waar de eerste drie boeken nog voornamelijk op het vooroorlogse Nederlandse platteland in de hogere, adellijke kringen spelen, handelen de latere zes in meer actuele settings, tussen het gewone volk.
Adriaan en Olivier raken namelijk in de latere delen verzeild in Atlantis, komen in aanraking met de drugshandel en worden prinsen in een fictief eilandstaatje in de Middellandse Zee. In het laatste deel van de serie worden Olivier en Adriaan door een merkwaardige speling van het lot minister.

## Adriaan en Olivier
Adriaan en Olivier zijn als baby's te vondeling gelegd op de stoep bij Heleentje, een nicht van Wouter Duysz ther Ghasth; hun vader was, naar het schijnt, een verre neef van haar, die zich later te pletter sprong in een droogstaand zwembad op een cruise-schip. Heleentje voedde de tweeling met alle liefde en fatsoen op, hetgeen verklaart dat de twee ergens diep in hun schelmenbolsters een moreel blanke pit bezitten. Hoewel vanzelf straatarm en nimmer universitair onderwijs genoten hebbende, zijn de twee uitgesproken studentikoze leeglopers, die doorgaans rondkomen van wat ze hun oom Wout weten af te troggelen, als ze tenminste niet op avontuur zijn.
Uiterlijk zijn zij niet van elkaar te onderscheiden - hoewel Olivier consequent beweert dat Adriaan, in tegenstelling tot hem, is uitgerust met enorme flaporen en buitenmatig grote voeten, valt dit verder niemand op, zodat dit waarschijnlijk als goedmoedige laster dient te worden opgevat. De tweeling maakt vrijelijk ge- en misbruik van het feit dat niemand ze uit elkaar kan houden; de enige concessie die hieraan ooit wordt gemaakt is de bewering dat Olivier zijn scheiding links kamt en Adriaan rechts.
Mensen die hen intiem kennen, herkennen hen meestal wel aan hun manier van spreken - maar als de broertjes er op letten is ook dit niet mogelijk.
Rivaliteit tussen de twee is de normale toestand, en ze proberen eigenlijk voortdurend elkaar een loer te draaien. Als puntje bij paaltje komt, echter, redden ze elkaar altijd uit de brand, en wee degene die ze allebei tegelijk tegen zich krijgt: hij zal het slachtoffer worden van een stel ouwehoeren dat zijns gelijke niet kent. Middels toegepaste psychologie van twee vleugels tegelijk kunnen de broers zelfs een zwaarbewapende en uiterst vijandige tegenstander tegen de grond praten.
Ondanks hun centrale rol in de boeken, komen hun personages áls personages overigens in het algemeen niet heel sterk uit de verf. Hoewel Adriaan er nog het bekaaidst afkomt, krijgt Olivier, die nota bene de ik-figuur is, slechts zelden veel diepte.
Als archetypes zijn ze daarentegen veel sterker: vrijwel altijd is het Olivier die, wanneer hij maar kan, verwarring sticht en tweedracht zaait, weliswaar vaak door de situatie gedwongen; en verscheidene malen is het Adriaan die de vaak verwarde verhalen ten slotte ontwart en bijna droog toelicht met de gegevens die hij heeft opgesnord terwijl Olivier van de ene waanzinnige situatie in de andere viel.
Olivier is het die als dichter, schrijver, schilder of zelfs helderziende de mensen betovert; het is daarentegen Adriaan die geregeld verstandig en doordacht handelt, en school maakt als competent minister. Het is verleidelijk van een tweedeling zoals "Apollo en Dionysos" te spreken, al is het dan misschien een kromme.

## Lijst met titels
De serie wordt met enige regelmaat opnieuw uitgegeven. Het jaartal achter de titels is het oorspronkelijke jaar van uitgave.
1. Adriaan en Olivier. De ware geschiedenis van een straatarme maar beschaafde tweeling van redelijk goede familie (1939)
2. Olivier en Adriaan (1940; sinds 1963 Salamander-pocket)
3. Adriaan en Olivier als tooneelstuk (1941)
4. Adriaan contra Olivier (1954)
5. Prins Adriaan en prins Olivier (1969)
6. Hasjadriaan en Hasjolivier (1973)
7. Adriaan en Olivier, natuurlijk (1977)
8. Adriaan en Olivier en Tarzan (1978)
9. Adriaan en Olivier met Oerkoendoe (1979)
10. Olivier zonder Adriaan (1980)

## De auteur
Leonhard Huizinga heeft een veel breder repertoire dan alleen de 'Adriaan en Olivier'-saga. Naar verluidt schreef hij (in ieder geval de eerste delen van) de serie in een duistere periode van zijn leven en heeft hij het altijd betreurd daar het meest succesvol mee te zijn geweest.
De tweeling Adriaan en Eduard Kerkhoven (geb. 1906) uit Panoembangan (Java) stond model voor de hoofdpersonen. Zij behoren tot de zeer welgestelde families Kerkhoven, uit onder andere Gamboeng, die vooral bekend geworden zijn door Hella Haasses succesvolle boek Heren van de thee.
De naamgeving van de locaties in de boeken is afgeleid van Walcherse plaatsen. Leonhard Huizinga's moeder, jonkvrouw Mary Vincentia Schorer en telg van de jonkheren en jonkvrouwen Schorer, bewoonde het buiten "Toorenvliedt" ("Korenvliet") bij (inmiddels: in) Middelburg ("Rittenburg") dat tegenwoordig veiligheidshalve een autovrije markt voor het pittoreske stadhuis met fraaie trap heeft. Ook kwam oom Wout geregeld in het naburige dorp "Woudekerke" (Koudekerke).
In 2007 werden aan de Koudekerkseweg in Middelburg, vlak naast het park Toorenvliedt", twee seniorenflats gebouwd. Onder de bewoners werd een prijsvraag uitgeschreven om deze gebouwen namen te geven die bij de omgeving moesten passen. Op 8 juli 2008 werden de namen "Adriaan" en "Olivier" op de flats onthuld. Momenteel verrijst naast park Toorenvliedt een nieuwbouwwijk die 'Rittenburg' heet.
Van Adriaan en Olivier zijn ook toneelspelen en computerspellen gemaakt.